# Krafsegöl
Krafsegöl är en sjö i Lessebo kommun i Småland och ingår i Lyckebyåns huvudavrinningsområde.